# Nisís Gaïdouróniso
Nisís Gaïdouróniso är en ö i Grekland.   Den ligger i prefekturen Nomós Attikís och regionen Attika, i den sydöstra delen av landet, 40 km sydost om huvudstaden Aten. Arean är 2,9 kvadratkilometer.
Terrängen på Nisís Gaïdouróniso är lite kuperad. Öns högsta punkt är 240 meter över havet. Den sträcker sig 1,6 kilometer i nord-sydlig riktning, och 2,6 kilometer i öst-västlig riktning.